# Psychotria brazaoi
Psychotria brazaoi är en måreväxtart som beskrevs av Julian Alfred Steyermark. Psychotria brazaoi ingår i släktet Psychotria och familjen måreväxter. Inga underarter finns listade i Catalogue of Life.